# Floresta Estadual São Judas Tadeu
A Floresta Estadual São Judas Tadeu (FLOE São Judas Tadeu) é uma unidade de conservação de uso sustentável da esfera estadual mineira criada em 2001. A floresta está dentro do município de Betim na Região Metropolitana de Belo Horizonte e dentro do bioma Cerrado. A gestão da floresta é realizada pela Fundação Ezequiel Dias (FUNED), devido ao fato que a floresta está dentro da Fazenda Experimental São Judas Tadeu, que é gerida pela fundação.